# Cantó de Roanne-Sud
El cantó de Roanne-Sud era divisió administrativa francesa del departament del Loira, situat al districte de Roanne. Comptava 8 municipis i part del de Roanne. Va desaparèixer el 2015.

## Municipis
- Lentigny
- Ouches
- Pouilly-les-Nonains
- Riorges
- Roanne
- Saint-Jean-Saint-Maurice-sur-Loire
- Saint-Léger-sur-Roanne
- Villemontais
- Villerest

## Història
| Data d'elecció                           | Identitat        | Partit | Qualitat |
| ---------------------------------------- | ---------------- | ------ | -------- |
| 1973-1976                                | Alain Terrenoire | UDR    |          |
| 1976-1988                                | Jean Auroux      | PS     |          |
| 1988-2015                                | Bernard Jayol    | PS     |          |
| les dades anteriors no són pas conegudes |                  |        |          |
|                                          |                  |        |          |

## Demografia
| A partir de 1990: Població sense dobles comptes |